# 戦争漫画
戦争漫画（せんそうまんが）は、戦争を主な題材とした漫画のこと。実際にあった戦争を題材にし、ある程度の史実性を盛り込んだものは戦記漫画（せんきまんが）と呼ばれる。1960年代には第二次世界大戦をモチーフにした戦記漫画がブームになった。
未来世界や異世界、宇宙を舞台とした戦争などはSFやファンタジーに分類されるため、戦争漫画と呼ばれることはない。また、実在の人物や偉人の生涯を描いた作品は、歴史漫画に分類されるが、戦略や戦術を中心に描かれた作品である場合、戦争漫画と呼ばれることもある。また、架空の戦争を描いた作品は架空戦記漫画と呼ばれる。史実に基づいた戦争漫画であっても、作者なりの新しい解釈やフィクション要素を取り入れた作品も存在する。特に「三国志」、「織田信長を中心とした戦国時代」、「第二次世界大戦」というテーマを扱った漫画は非常に多く、それぞれの作者によって様々な視点で描かれる。

## 年代での特徴
古代・中世の戦争を舞台とした作品の場合、攻城戦や野戦が舞台になるケースが多い。特に攻城戦では、堅牢な要塞や城をいかに攻略するか、そしてそれをどのように防ぐかという点に重点を置かれて描かれる。
年代は主に、西暦1700年代まで（フランス革命前後、銃が戦争の主役になる以前）を中心としている。
国盗物語や立身出世、騎士、傭兵、武士、王、貴族など、現代の戦争ではめったに出てこないテーマが登場するケースが多く、武器もまれに大砲などが登場することもあるが、剣、弓矢、槍を使った戦闘がメインとなる。
一方、近代・現代戦争作品になると、銃や爆弾などの兵器を利用した戦争が多く描かれ、現代の世界情勢の複雑化と同様、侵略目的、防衛目的以外の戦争を描いた漫画も多数存在する。日本では明治維新以降、太平洋戦争以前を舞台とする場合が多い。
近代の戦争を扱った作品になると、歴史上のタブーなど、国家間のデリケートな問題（日本では主に南京事件など）に触れる機会が多くなるため、そういった問題を扱った漫画は、掲載雑誌の回収もしくは単行本化された際に修正されるか、削除される事態までに発展することがある。

## 代表的な戦争漫画
- あかつき戦闘隊（園田光慶）
- 石の花（坂口尚）
- エリア88（新谷かおる）
- 気分はもう戦争（大友克洋、原作：矢作俊彦）
- Cat Shit One（小林源文）
- 紫電改のタカ（ちばてつや）
- 総員玉砕せよ!（水木しげる）
- 戦場まんがシリーズ（松本零士）
- ディエンビエンフー（西島大介）
- 平和への弾痕（秋本治）
- 宮崎駿の雑想ノート（宮崎駿）
- 日露戦争物語（江川達也）
- 暴力大将（どおくまん）
- 神聖喜劇（のぞゑのぶひさ、岩田和博、原作：大西巨人）
- 虹色のトロツキー（安彦良和）

はだしのゲン（中沢啓治）、紙の砦（手塚治虫）、この世界の片隅に（こうの史代）、夏のあらし!（小林尽）、cocoon（今日マチ子）など、戦争に巻き込まれた民間人の悲劇を扱った作品は、戦争を題材とした作品ではあるが、戦争漫画と区別される場合もある。

## 戦記漫画家
戦争・戦記漫画を多く手がける漫画家
- 松本零士
- 小林源文
- 滝沢聖峰
- 吉原昌宏
- 畠山弘康